# Triviala lösningen
Den triviala lösningen är en lösning på en matematisk ekvation som har en mycket enkel struktur, men som för fullständighetens skull inte kan uteslutas.
Ett exempel är den triviala lösningen på ett homogent ekvationssystem av typen
a11x1 + a12x2 + … + a1nxn = 0
a21x1 + a22x2 + … + a2nxn = 0
    :
    :
am1x1 + am2x2 + … +amnxn = 0
Den triviala lösningen är den som ges av förutsättningen x1 ... xn = 0. Det medför att systemet alltid kommer att vara löst för alla värden på a.
Man kan använda en determinant för att bestämma om ett homogent ekvationssystem är lösbart, eller om den triviala lösningen är den enda.